# 許厝寮 (雲林縣)
23°48′01.1″N 120°14′36.7″E / 23.800306°N 120.243528°E
許厝寮，原寫為許厝藔，是台灣雲林縣麥寮鄉的一個傳統地域名稱，位於該鄉中部及西部。相較於今日行政區，其範圍大致包含新吉村西南部、三盛村、中興村、橋頭村西部邊界地帶中段及南段、崙後村西北部、麥津村北部、海豐村不含東南部、後安村。

## 歷史
台灣清治末期至日治初期，許厝寮地區為一街庄，稱為「許厝藔庄」，隸屬於海豐堡。該庄西臨台灣海峽，北隔濁水溪與下海墘厝庄為界，東邊為橋頭庄、沙崙後庄，南邊為麥藔庄，蚊港庄。
1901年（日治明治三十四年）11月，全台廢縣廳改設二十廳，該庄隸屬於斗六廳。1903年（明治三十六年）6月，該庄編入「麥藔區」，隸屬於斗六廳。1909年（明治四十二年）10月，合併二十廳為十二廳，麥藔區改隸屬於嘉義廳。1920年（大正九年），全台地方制度大改正，廢十二廳改設五州二廳，該庄改制並雅化為「許厝寮」大字，隸屬於臺南州虎尾郡崙背庄。
戰後崙背庄改制為崙背鄉，隸屬於臺南縣，大字亦改制為村。1946年8月25日，崙背、麥寮分治，本地區改隸屬於麥寮鄉。1950年10月，雲、嘉、南分治，麥寮鄉改隸屬於雲林縣。

## 聚落
本地區發展較早的聚落有新打埔、三姓、許厝藔、中山、后安藔、埔尾、楊厝藔等，在日治期初期的官方地圖上已有記載。此外，本地區尚有平和、十八線、杉仔腳、中溪、海豐、四十棟、忠和、十八棟等聚落。

## 交通
省道台61線又稱「西部濱海快速公路」，是新北市八里區至臺南市安南區的快速公路，尚未全線通車。中部地區路段大致以北北東—南南西走向經過本地區東部邊界外不遠處。該道路在此路段屬高架道路，最近的交流是東側橋頭地區境內工業路（雲林生活圈一號道路）交會處的橋頭交流道，及東南側麥寮地區境內縣道156號交會處的麥寮交流道。由此等可快速前往台灣西海岸的南北各地。

省道台17線又稱「西部濱海公路」，是臺中市清水區甲南至屏東縣枋寮鄉水底寮的幹道，大致先以北北東—南南西走向與省道台61線（西部濱海快速公路）並行且為其兩側平面道路，轉東北—西南走向獨行後再轉北北東—南南西走向經過本地區東部邊界外不遠處。由該道路向北北東過濁水溪西濱大橋轉北北西獨行後再轉北北東可經大城鄉前往芳苑鄉、福興鄉、鹿港鎮等地，向南南西可前往麥寮鄉市區、臺西鄉、四湖鄉、口湖鄉等地。
縣道153甲線是後安寮（實際起點在橋頭）至麥寮市區的道路，也是省道台61線（西部濱海快速公路）兩側平面道路，其北側端點（起點）位於本地區東部邊界外不遠處工業路（雲林生活圈一號道路）路口。由此向南南西可前往沙崙後中部、麥寮並止於該地區南部的縣道153號路口。
縣道154號（仁德西路二段～一段、仁德路）是麥寮鄉六輕廠至林內鄉的道路，也是雲林縣最北側的橫貫縣道，其西側端點位於本地區中西部的六輕廠。由此向東南東轉東直行，出境後轉東南東經省道台61線（西部濱海快速公路）高架橋下暨兩側之省道台17線路口後再轉東可前往崙背鄉中北部、二崙鄉中北部、西螺鎮、莿桐鄉中北部、林內鄉等地。
縣道156號（霄仁路）是麥寮至饒平的道路，也是雲林縣主要的橫貫道路之一，其西側端點（起點）位於本地區東南部邊界外不遠處麥寮市區東側的省道台17線路口。由此向東北東經過省道台61線（西部濱海快速公路）高架橋下暨兩側之縣道153甲線路口後，可前往崙背鄉、二崙鄉南部、西螺鎮南部、莿桐市區、饒平並止於縣道154號路口。
鄉道雲1線（無名道路、仁德西路一段、豐安路）是海埔地至麥寮的道路，其北側端點（起點）位於本地區西部偏北的許厝寮安檢所前。由此向東南東行，經東環路路口後轉東南微南再轉東南，至路底轉南南西再轉南再繞彎道轉東南，經鄉道雲1-4線起點路口、鄉道雲1-2線起點路口後轉南蜿蜒而行，至許厝寮聚落續蜿蜒曲折而行，至縣道154號路口暨鄉道雲3線起點路口轉東與縣道154號共線約240公尺，至豐安路路口轉南獨行，經工業路（雲林生活圈一號道路）路口後續直行，至鄉道雲1-5線（舊稱雲3-1線）左側路口後與其共線約130公尺，經鄉道雲1-5線右側路口後獨行，經鄉道雲1-1線起點路口後於本地區南部邊界出境，可前往麥寮市區西郊並止於鄉道雲2線路口。
鄉道雲1-1線（後安路、保安林路）是寮仔至麥寮的道路，其北側端點（起點）位於本地區南部近邊界地帶的鄉道雲1線路口。由此向東轉南南東出境後，可前往麥寮市區中央偏西處並止於鄉道雲2線終點路口。
鄉道雲1-2線是許厝寮至後安寮的道路，其北側端點（起點）位於本地區中部略偏北的鄉道雲1線路口。由此向西南微南行，經縣道154號路口後續行，其後止於工業路（雲林生活圈一號道路）路口（後安寮聚落西北郊）。
鄉道雲1-3線是大灣至麥寮的道路，大致以東向西轉北北東—南南西走向蜿蜒經過本地區東南部。由該道路向東可前往沙崙後南部、興化厝地區西北部大灣聚落南側並止於鄉道雲5-1線路口；向南南西麥寮地區北部並止於鄉道雲1-1線路口。
鄉道雲1-4線是許厝寮至中溪的道路，因受阻於施厝寮大排水溝而未全線通行，其北側端點（起點）位於本地區中部略偏北的鄉道雲1線路口。由此向西南西轉西南微南行，經縣道154號路口後續行，其後止於工業路（雲林生活圈一號道路）路口；繞道跨越施厝寮大排水溝後，起於後安村西北側的鄉道雲1-5線（舊稱雲3-1線）起點路口，向西南行，至海豐村中溪聚落西郊轉東南東再轉西南再轉東南東，止於民宅東南側的鄉道雲2線起點路口。
鄉道雲1-5線舊稱雲3-1線，是後安檢查哨至圳寮的道路，其西側端點（起點）位於施厝寮大排水溝大轉彎處東南岸附近的鄉道雲1-4線（溝南路段起點）路口。由此向東微南轉東，其後轉南微西再轉東南微東蜿蜒而行，至後安寮聚落西南側的鄉道雲3線路口轉東北微北與其共線約130公尺，至路口轉東南東蜿蜒獨行，出聚落後過濠溝橋梁轉東，至路口轉南，至楊厝寮聚落轉東，至鄉道雲1線路口轉北與其共線約130公尺，至路口轉東獨行，過阿勸大排水溝橋梁後轉南南東沿大排右岸而行，其後轉東南沿大有大排水溝右岸而行以至於本地區東部邊界南側出境，可前往沙崙後並止於該地區東北部圳寮聚落東南側路口。
鄉道雲2線是海豐至麥寮的道路，其西側端點（起點）位於本地區西南部中溪聚落最西郊民宅東南側的鄉道雲1-4線終點路口。由此向東南東行，其後轉南再轉東，至中溪聚落轉東南東，經鄉道雲3線路口後轉東南微南再轉東南微東於本地區南部邊界出境，經鄉道雲2-1線起點路口後可前往麥寮市區中央偏西處並止於鄉道雲1-1線終點路口。
鄉道雲3線是中山至崙仔頂的道路，其北側端點（起點）位於本地區中部縣道154號路口暨鄉道雲1線轉角路口。由此向西南行，至工業路（雲林生活圈一號道路）路口轉西與其共線約240公尺，至路口轉南南西獨行並過施厝寮大排水溝橋梁，至後安寮聚落轉西南微南，經鄉道雲1-5線（舊稱雲3-1線）左側路口後與其共線約130公尺，經鄉道雲1-5線右側路口後獨行，經鄉道雲2線路口後過新虎尾溪蚊港橋於本地區南部邊界出境，可前往蚊港、新興中部、崙子頂並止於鄉道雲118線路口。

## 學校
- 豐安國小
- 麥寮國小海豐分校

## 廟宇
- 六輕福德宮（土地祠）